# Героическая оборона Севастополя 1854—1856 (серебряная монета Украины)
Героическая оборона Севастополя 1854—1856 — серебряная юбилейная монета номиналом 10 гривен, выпущенная Национальным банком Украины. Посвящена 150-летию с начала героической обороны Севастополя, которая продолжалась 349 дней во время Крымской (Восточной) войны — крупнейшей из войн, происходивших на территории Украины в XIX веке.
Монета введена в обращение 28 апреля 2004 года. Она относится к серии «Другие монеты» .

## Описание и характеристики монеты
| Номинал, грн. | Металл           | Масса, грамм | Диаметр, мм. | Качество изготовления | Гурт     | Тираж, штук |
| ------------- | ---------------- | ------------ | ------------ | --------------------- | -------- | ----------- |
| 10            | серебро (Ag 925) | 31,1/ 33,62  | 38,6         | пруф                  | рифленый | 10000       |

### Аверс
На аверсе монеты на фоне схемы укреплений бастионов и батарей Севастополя изображен Памятник затопленным кораблям (справа), над ним — надпись «УКРАИНА»; слева от изображения вверху размещен малый Государственный Герб Украины, посередине надписи — «10 ГРИВЕН», внизу год выпуска монеты — «2004», слева в две строки обозначение металла и его пробы — «Ag 925», массы в чистоте — «31,1»; справа от изображения памятника — логотип Монетного двора Национального банка Украины .

### Реверс
На реверсе монеты на переднем плане изображены элементы и символы обороны — 36-фунтовая корабельная пушка и боеприпасы (картечь, ядра, бомбы, шомпол), на втором плане — парусное и паровое судна, форт, прикрывающий вход в корабельной бухты; размещены надписи: вверху на стилизованной морской ленте — «СЕВАСТОПОЛЬ», внизу полукругом — «Героическая оборона 1854 1856».

## Авторы

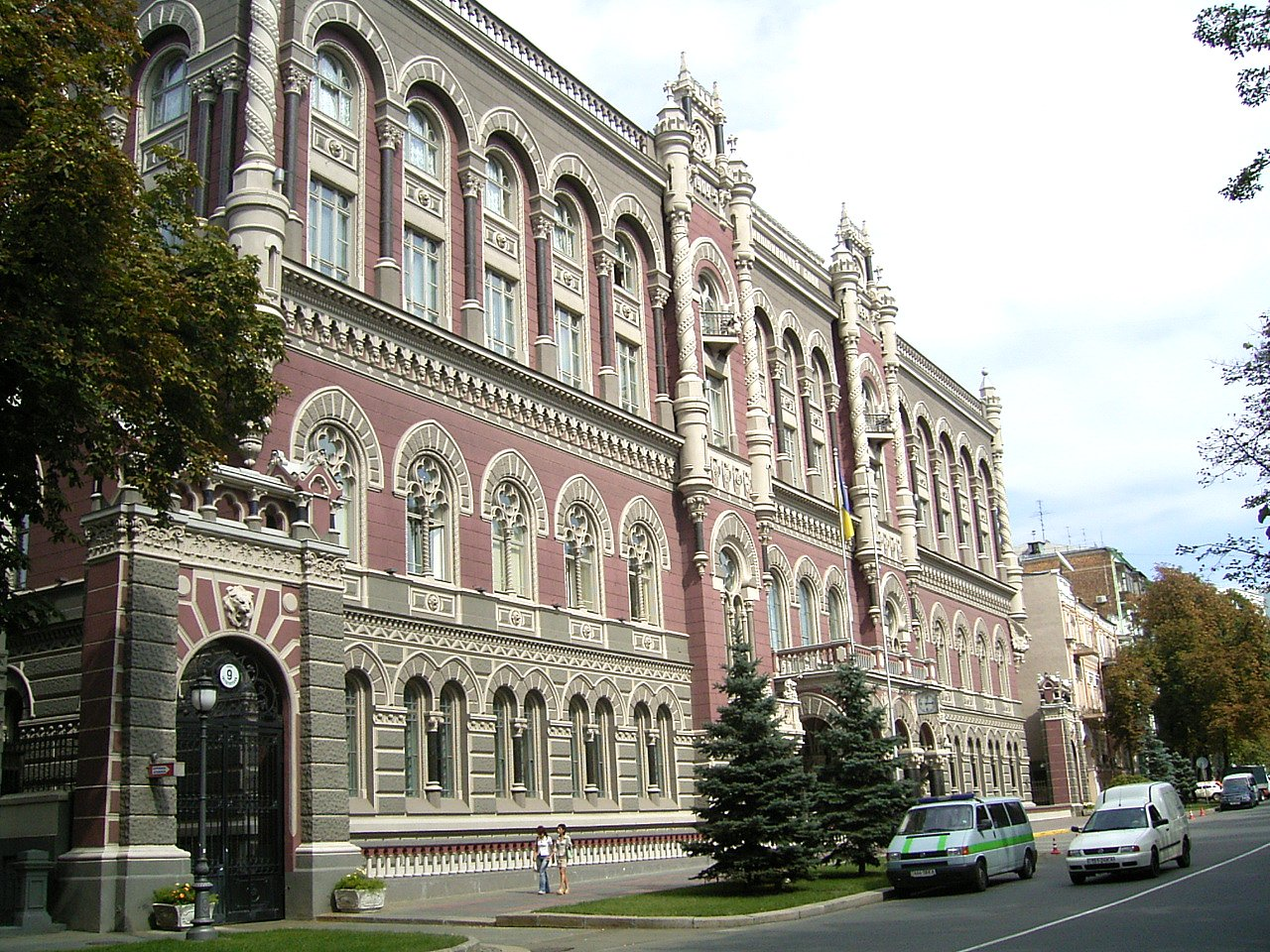
Здание Национального банка Украины

- художник — Иваненко Святослав.
- скульптор — Иваненко Святослав.

## Стоимость монеты
Цена монеты — 956 гривен, была указана на сайте Национального банка Украины 2018 года. Фактическая приблизительная стоимость монеты, с годами менялась так:
| Год        | 2010 | 2011 | 2012 | 2013 | 2014 | 2015 | 2016 | 2017 | 2018 | 2019 |
| ---------- | ---- | ---- | ---- | ---- | ---- | ---- | ---- | ---- | ---- | ---- |
| Цена, грн. | 450  | 450  | 500  | 650  | 500  | 900  | 1900 | 1400 | 1600 | 1300 |